# Лысая Гора (Рыбницкий район)
Лы́сая Гора́ — село в Рыбницком районе непризнанной Приднестровской Молдавской Республики. Вместе с сёлами Ульма, Малая Ульма и Новая Михайловка входит в состав Ульмского сельсовета.